# Metropolia Trujillo
Metropolia Trujillo – metropolia rzymskokatolicka w Peru utworzona 23 maja 1943 roku.

## Diecezje wchodzące w skład metropolii
- Archidiecezja Trujillo
  - Diecezja Cajamarca
  - Diecezja Chimbote
  - Diecezja Huaraz
  - Diecezja Huarí
  - Prałatura terytorialna Huamachuco
  - Prałatura terytorialna Moyobamba

## Biskupi
- Metropolita: abp Gilberto Alfredo Vizcarra Mori SJ (od 2025) (Trujillo)
- Sufragan: bp José Carmelo Martínez Lázaro OAR (od 2004) (Cajamarca)
- Sufragan: bp Ángel Francisco Simón Piorno (od 2004) (Chimbote)
- Sufragan: bp José Eduardo Velásquez Tarazona (od 2004) (Huaraz)
- Sufragan: bp Ivo Baldi Gaburri (od 2004) (Huarí)
- Sufragan: prałat Pascual Benjamín Rivera Montoya (od 2021) (Huamachuco)
- Sufragan: prałat Rafael Alfonso Escudero López-Brea (od 2007) (Moyobamba)

## Główne świątynie metropolii
- Bazylika katedralna Świętej Marii w Trujillo
- Katedra św. Katarzyny w Cajamarca
- Katedra Matki Boskiej z Góry Karmel i św. Piotra w Chimbote
- Katedra św. Sebastiana i Niepokalanego Poczęcia NMP w Huaraz
- Katedra w Huarí
- Katedra św. Augustyna w Huamachuco
- Katedra św. Jakuba w Moyobamba